# Túrin Turambar
Túrin Turambar J. R. R. Tolkien univerzumának egyik jelentős szereplője, akinek alakja a Szilmarilokban, és a Húrin gyermekeiben tűnik fel.
Húrin Thalion és Morwen Eledhwen fia. Dor-lóminban született Finrod Felagund halálának évében. A Nirnaeth Aernoediad után Morgoth megátkozta őt és családját. Később Doriathba ment, onnan pedig a vadonba, ahol egy zsiványbanda vezére lett. Az Amon Rûdhon Morgoth orkjai elfogták, de Beleg Cúthalion kiszabadította. Amikor Beleg elvágta a kötelékeit, megcsúszott a kardja, az Anglachel, és Túrin azt hitte, hogy az orkok akarják gyötörni, és levágta Beleget. Később Nargothrondba ment Gwindorral, ahol rövidesen elnyerte Orodreth király kegyét, és ő lett Nargothrond hadainak parancsnoka, valamint szerelmes lett Finduilasba, Orodreth lányába. De amikor Morgoth megtudta, hogy hol van Túrin, Nargothrondra küldött egy sereget, amelynek élén Glaurung, a Sárkányok Apja állt. Túrint varázzsal Dor-lóminba küldte, majd befeküdt Felagund termeibe. Túrin Dor-lóminban megtudta, hogy húga és anyja Doriathba ment, de nem utánuk ment, hanem Brethil erdejébe. Ott feleségéül vette Nienort, akit Nínielként ismert, de amikor Glaurung odament Túrin után, az megölte a Gurthanggal, de utána öngyilkos lett.

## Élete

### Gyermekkora
Túrin Húrinnak, Dor-lómin urának a fiaként születik meg apja házában. Van egy húga, Urwen Lalaith, akit nagyon szeret, de az meghal a Fekete Leheltben, amit Morgoth küldött Hithlumra. Túrin összebarátkozik egy Sador nevű sánta faművessel, akit Labadalnak nevez. Egy reggelen Húrin és Huor Dor-lómin haderejével elvágtatnak a Nirnaeth Aernoediadba. Miután Túrin fogságba esett, és Hithlum seregét elsöpörték, Morgoth Dor-lóminra szabadította azokat az embereket, akik elárulták Caranthirt, és azok könyörtelenül fosztogatták Dor-lómin régi lakóit, de Morwenre nem mertek kezet emelni, mert azt tartották róla, hogy boszorkány. Ősszel Morwen elküldte Túrint két szolgával Doriathba.

### Doriathban
Thingol és Melian szívesen fogadta Túrint, akit Thingol a nevelt fiának fogadott. Túrin legjobb barátja Beleg Cúthalion, az Erősíjú volt, a határőr. Gyakran elkalandozott vele Dimbarba, Doriath északi határvidékére, és Túrin jobban bánt a fegyverekkel, mint Doriathban bárki, kivéve Beleget. Saeros, Thigol egyik tanácsadója folyamatosan gúnyosan bánt vele, és egyszer karddal és pajzzsal támadt rá, de Túrin legyőzte, üldözte, majd Saeros belezuhant egy mély szakadékba, és meghalt. Akkor Túrin elment Doriathból.

### A zsiványok közt
Túrin, miután elhagyta Doriathot, zsiványnak állt. Megölte a vezért, Forweget, mert az el akart rabolni egy lányt. Amikor egy másik zsivánnyal, Andróggal visszatért a zsiványokhoz, azok Túrint választották vezérüknek. Egyszer a Talath Dírnenbe menekült egy orkbanda elől, Beleg megjelent a zsiványok közt, és azok megkötözték. Amikor Túrin visszatért, ápolta Beleget, és ő megmondta, hogy Thingol megbocsátott, de Túrin nem ment Doriathba. Beleg ekkor elment. Túrin pedig elfogott egy pici-törpöt, Mîmet, aki elvezette őket házához, az Amon Rûdh gyomrába, a Bar en Nibin-noeg-be.

### Dor-Cúartholban
Mîm házában, amit átkereszteltek Bar-en-Danwedhre, fél év múltán Beleg jelenik meg, és átadja Túrinnak Dor-lómin sárkány-sisakját. Túrin a zsiványokkal és Beleggel megtámadja a vidéket átszelő utakat járó ork-bandákat. Nagy sikereket arat, és a földet elnevezi Dor-Cúartholnak, az Íj és a Sisak Földjének. Egyre több ember csatlakozik a hadseregéhez, de a nargothrondi Orodreth király nem támogatja. Egy napon Mîm és a fia, Ibun elmennek ennivalót keresni, és közben elárulták Túrin rejtekhelyét az ork-bandáknak. Túrint foglyul ejtették, követőit lemészárolták.